# Orontius (cráter)

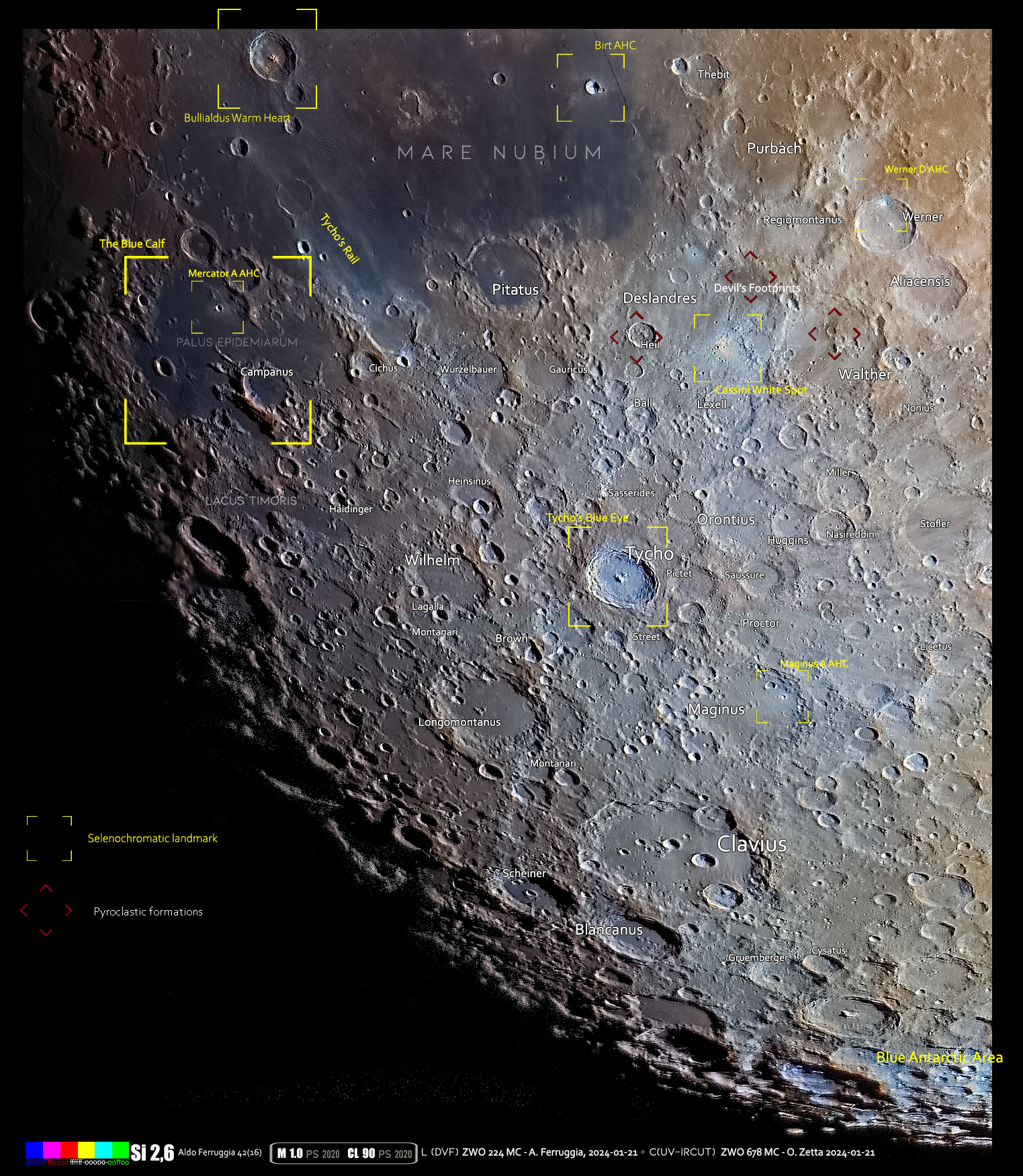
Área del cráter en formato selenocromático

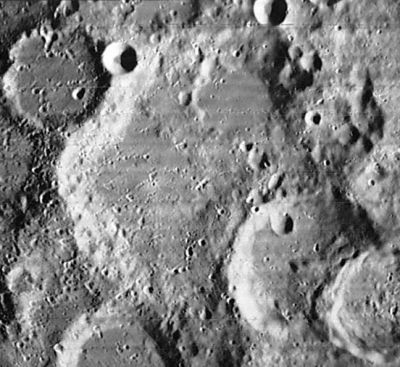
Fotografía de la misión Lunar Orbiter 4

Orontius es un cráter de impacto que se encuentra en las abruptas tierras altas del hemisferio sur de la cara visible de la Luna. Se encuentra al noroeste del prominente cráter Tycho (reconocible por su gran sistema de marcas radiales), y al sur y al este de la gran planicie amurallada del cráter Deslandres. Su parte oriental está parcialmente cubierta por el cráter más pequeño Huggins, que a su vez está cubierto en su margen oriental por el todavía más pequeño Nasireddin. Los tres forman una cadena de cráteres de dimensiones decrecientes. Unido al borde sur se halla el cráter Saussure. Al suroeste, justo al este de Tycho, aparece Pictet.
|  |

El borde de Orontius mustra los impactos y el desgaste producido por la superposición de una serie de diferentes cráteres. Dos de ellos, situados al oeste, se han introducido en la pared del cráter, formando protuberancias hacia el interior. Pocas partes de la pared original permanecen intactas, siendo los sectores sur y suroeste los que mejor han resistido el proceso de erosión.
La mitad suroeste del suelo del cráter sigue siendo bastante plana, marcada solamente por algunos cratercillos. En el norte del cráter, Orontius F forma un óvalo distorsionado.

## Cráteres satélite
Por convención estos elementos son identificados en los mapas lunares poniendo la letra en el lado del punto medio del cráter que está más cercano a Orontius.
|          | \| Orontius \| Coordenadas \| Diámetro \| \| -------- \| ---------------------------- \| -------- \| \| A \| 39°06′S 2°36′O / -39.1, -2.6 \| 7 km \| \| B \| 40°00′S 3°06′O / -40.0, -3.1 \| 10 km \| \| C \| 37°54′S 4°06′O / -37.9, -4.1 \| 15 km \| \| D \| 39°24′S 6°12′O / -39.4, -6.2 \| 15 km \| \| E \| 39°30′S 4°48′O / -39.5, -4.8 \| 6 km \| \| F \| 39°06′S 3°54′O / -39.1, -3.9 \| 41 km \| |          |
| Orontius | Coordenadas | Diámetro |
| A        | 39°06′S 2°36′O / -39.1, -2.6 | 7 km     |
| B        | 40°00′S 3°06′O / -40.0, -3.1 | 10 km    |
| C        | 37°54′S 4°06′O / -37.9, -4.1 | 15 km    |
| D        | 39°24′S 6°12′O / -39.4, -6.2 | 15 km    |
| E        | 39°30′S 4°48′O / -39.5, -4.8 | 6 km     |
| F        | 39°06′S 3°54′O / -39.1, -3.9 | 41 km    |